# Suisse au Concours Eurovision de la chanson 1969
La Suisse a participé au Concours Eurovision de la chanson 1969 le 29 mars à Madrid, en Espagne. C'est la 14e participation suisse au Concours Eurovision de la chanson.
Le pays est représenté par la chanteuse Paola del Medico et la chanson Bonjour, Bonjour, sélectionnées par la SRG SSR au moyen d'une finale nationale.

## Sélection

### Concours Eurovision 1969
La Société suisse de radiodiffusion et télévision (SRG SSR), organise la sélection suisse Concours Eurovision 1969, pour sélectionner l'artiste et la chanson représentant la Suisse au Concours Eurovision de la chanson 1969.

#### Finale
La finale suisse a lieu début 1969. Parmi les participants de la finale suisse on note Tereza, qui a participé à deux reprises à l'Eurovision : en 1966 pour Monaco et en 1972 pour la Yougoslavie.
Six chansons participent à la finale suisse. Les différentes chansons connues sont interprétées en allemand et en italien, langues officielles de la Suisse. Peu d'informations restent à ce jour connues à propos de cette finale nationale.
| Ordre | Artiste          | Chanson          | Langue   | Traduction           | Place |
| ----- | ---------------- | ---------------- | -------- | -------------------- | ----- |
| 1     | NC               | NC               | NC       | NC                   | NC    |
| 2     | NC               | NC               | NC       | NC                   | NC    |
| 3     | Téréza           | Due ragazzi      | Italien  | Deux garçons         | NC    |
| 4     | Mina             | Non crederi      | Italien  | Je n'y crois pas     | NC    |
| 5     | Mina             | Dai, dai, domani | Italien  | Allez, viens, demain | NC    |
| 6     | Paola del Medico | Bonjour, Bonjour | Allemand | 1                    | -     |

Lors de cette sélection, c'est la chanson Bonjour, Bonjour, interprétée par Paola del Medico, qui fut choisie. Le classement des autres chansons n'est pas connu.
Le chef d'orchestre sélectionné pour la Suisse à l'Eurovision 1969 est Henry Mayer.

## À l'Eurovision
Chaque pays a un jury de dix personnes. Chaque juré attribue un point à sa chanson préférée.

### Points attribués par la Suisse
| 4 points | Pays-Bas |
| 3 points | Irlande  |
| 2 points | Belgique |
| 1 point  | France   |

### Points attribués à la Suisse
| 10 points | 9 points | 8 points  | 7 points                                           | 6 points             |
| --------- | -------- | --------- | -------------------------------------------------- | -------------------- |
|           |          |           |                                                    |                      |
| 5 points  | 4 points | 3 points  | 2 points                                           | 1 point              |
|           |          | - Irlande | - Allemagne - Finlande - Royaume-Uni - Yougoslavie | - Belgique - Norvège |

Paola del Medico interprète Bonjour, Bonjour en 11e position, suivant la Belgique et précédant la Norvège.
Au terme du vote final, la Suisse termine 5e sur 16 pays, ayant reçu 13 points provenant de sept pays,.